# Peter van Vossen
Peter Jacobus van Vossen (Zierikzee, Zelanda, 21 de abril de 1968) es un exfutbolista neerlandés.

## Trayectoria
Su primer club profesional fue el belga KSK Beveren para después de tres años fichar por el RSC Anderlecht. En 1993 terminó su aventura en Bélgica y fichó por el Ajax Ámsterdam en el que ganó la Copa de Europa. Después jugó en el Istanbulspor, en el Rangers FC, en el Feyenoord de Róterdam, en el De Graafschap, en el VV Bennekom y en el Vitesse, donde se retiró en 2004.

## Selección nacional
Fue internacional con la selección de fútbol de los Países Bajos en 31 partidos y marcó en 9 ocasiones.

### Participaciones en Copas del Mundo
| Mundial                        | Sede           | Resultado        |
| ------------------------------ | -------------- | ---------------- |
| Copa Mundial de Fútbol de 1994 | Estados Unidos | Cuartos de final |

## Clubes

### Como jugador
| Club                  | País         | Año       |
| --------------------- | ------------ | --------- |
| KSK Beveren           | Bélgica      | 1989-1992 |
| RSC Anderlecht        | Bélgica      | 1992-1993 |
| Ajax Ámsterdam        | Países Bajos | 1993-1995 |
| Istanbulspor          | Turquía      | 1995-1996 |
| Rangers FC            | Escocia      | 1996-1998 |
| Feyenoord de Róterdam | Países Bajos | 1998-2001 |
| De Graafschap         | Países Bajos | 2001-2003 |
| VV Bennekom           | Países Bajos | 2003-2004 |
| Vitesse               | Países Bajos | 2004      |

### Como entrenador
| Club                              | País         | Año       |
| --------------------------------- | ------------ | --------- |
| FC Omniworld (entrenador adjunto) | Países Bajos | 2007-2008 |
| AGOVV Apeldoorn                   | Países Bajos | 2008      |

## Palmarés

### Campeonatos nacionales
| Título                        | Club            | País         | Año  |
| ----------------------------- | --------------- | ------------ | ---- |
| Primera División de Bélgica   | RSC Anderlecht  | Bélgica      | 1993 |
| Supercopa de los Países Bajos | Ajax Ámsterdam  | Países Bajos | 1993 |
| Eredivisie                    | Ajax Ámsterdam  | Países Bajos | 1994 |
| Supercopa de los Países Bajos | Ajax Ámsterdam  | Países Bajos | 1994 |
| Eredivisie                    | Ajax Ámsterdam  | Países Bajos | 1995 |
| Premier League de Escocia     | Glasgow Rangers | Escocia      | 1997 |
| Copa de la liga de Escocia    | Glasgow Rangers | Escocia      | 1998 |

### Copas internacionales
| Título                       | Club           | País         | Año  |
| ---------------------------- | -------------- | ------------ | ---- |
| Liga de Campeones de la UEFA | Ajax Ámsterdam | Países Bajos | 1995 |